# Septembre sous la pluie
 (février 2017).
Si vous disposez d'ouvrages ou d'articles de référence ou si vous connaissez des sites web de qualité traitant du thème abordé ici, merci de compléter l'article en donnant les références utiles à sa vérifiabilité et en les liant à la section « Notes et références ».
Pour plus de détails, voir Fiche technique et Distribution.
Septembre sous la pluie (September in the Rain) est un cartoon Merrie Melodies réalisé par Friz Freleng en 1937.

## Fiche technique
- Réalisation : Friz Freleng
- Production : Leon Schlesinger Studios
- Musique originale : Carl W. Stalling
- Montage : Treg Brown
- Format : 35 mm, ratio 1.37 :1, noir et blanc, mono
- Durée : 6 minutes
- Pays de production :  États-Unis
- Langue : anglais
- Genre : animation
- Distribution : 
  - 1937 : Warner Bros. Pictures cinéma
- Date de sortie : 
  - États-Unis : 18 décembre 1937